# Amphinemura linda
Amphinemura linda är en bäcksländeart som först beskrevs av William Edwin Ricker 1952.  Amphinemura linda ingår i släktet Amphinemura och familjen kryssbäcksländor. Inga underarter finns listade i Catalogue of Life.